# Gastone Medin
Gastone Medin, né le 6 juillet 1905 à Split (Autriche-Hongrie, aujourd'hui Croatie) et mort dans la ville métropolitaine de Rome Capitale le 30 septembre 1973, est un décorateur de cinéma de nationalité italienne.

## Biographie
Personnalité aux influences culturelles multiples, Gastone Medin réalise ses premiers décors cinématographiques en 1928 pour Sole d'Alessandro Blasetti. Il collabore ensuite à plus de 130 films en Italie, témoignant d'une maîtrise exceptionnelle aussi bien dans les décors contemporains que dans les reconstitutions historiques. Il participe également aux élaborations raffinées du mouvement calligraphique, illustrées par les films de Mario Soldati, Ferdinando Maria Poggioli ou Renato Castellani. L'activité de Gastone Medin sera continuelle jusqu'aux débuts des années 1960. 

## Filmographie partielle
- 1929 : Sole d'Alessandro Blasetti
- 1930 : La Dernière Berceuse (La canzone dell'amore) de Gennaro Righelli
- 1931 : Le Retour de Figaro (Figaro e la sua gran giornata) de Mario Camerini
- 1931 : Resurrectio d'Alessandro Blasetti
- 1932 : La Table des pauvres (La tavola dei poveri) d'Alessandro Blasetti
- 1933 : Je vous aimerai toujours (T'amerò sempre) de Mario Camerini
- 1934 : Seconda B de Goffredo Alessandrini
- 1934 : L'impiegata di papà d'Alessandro Blasetti
- 1935 : Amo te sola de Mario Mattoli
- 1936 : La Cavalerie héroïque (Cavalleria) de Goffredo Alessandrini
- 1937 : Il signor Max de Mario Camerini
- 1938 : Napoli d'altri tempi d'Amleto Palermi
- 1939 : Retroscena d'Alessandro Blasetti
- 1940 : Addio giovinezza! de Ferdinando Maria Poggioli
- 1941 : I promessi sposi de Mario Camerini, d'après un roman d'Alessandro Manzoni
- 1941 : Piccolo mondo antico (Piccolo mondo antico) de Mario Soldati
- 1942 : Malombra de Mario Soldati
- 1942 : Un coup de pistolet (Un colpa di pistola) de Renato Castellani
- 1942 : Jour de noces (Giorno di nozze) de Raffaello Matarazzo
- 1943 : La Terreur du pensionnat (Il birichino di papà) de R. Matarazzo
- 1944 : Zazà de Renato Castellani
- 1945 : La freccia nel fianco d'Alberto Lattuada
- 1946 : Mio figlio professore de Renato Castellani
- 1947 : Les Deux Orphelins (I due orfanelli) de Mario Mattoli
- 1947 : Eugénie Grandet de Mario Soldati, d'après l'œuvre d'Honoré de Balzac
- 1948 : La Traviata de Carmine Gallone, d'après l'opéra de Giuseppe Verdi
- 1949 : Il trovatore de C. Gallone, d'après G. Verdi
- 1950 : La forza del destino de C. Gallone, d'après G. Verdi
- 1953 : Le Signe de Vénus (Il segno di Venere) de Dino Risi
- 1953 : Cavalleria rusticana de Carmine Gallone, d'après l'opéra de Pietro Mascagni
- 1953 : Pain, Amour et Fantaisie de Luigi Comencini
- 1954 : Pain, Amour et Jalousie de L. Comencini
- 1954 : L'Or de Naples de Vittorio De Sica
- 1955 : Pain, amour, ainsi soit-il de Dino Risi
- 1956 : Le Toit de Vittorio De Sica
- 1958 : Anna de Brooklyn (Anna di Brooklyn) de Vittorio De Sica et Carlo Lastricati (it)
- 1960 : La ciociara de Vittorio De Sica
- 1962 : Escapade in Florence (TV)